# Горни-Орах
Горни-Орах (серб. Горњи Орах) — населённый пункт в общине Власотинце Ябланичского округа Сербии.

## География
Расположен на правом берегу реки Власины, при автодороге .

## Население
Согласно переписи населения 2002 года, в селе проживало 330 человек (329 сербов и 1 хорват).
| Численность населения | Численность населения | Численность населения | Численность населения | Численность населения | Численность населения | Численность населения | Численность населения |
| 1948                  | 1953                  | 1961                  | 1971                  | 1981                  | 1991                  | 2002                  | 2011                  |
| --------------------- | --------------------- | --------------------- | --------------------- | --------------------- | --------------------- | --------------------- | --------------------- |
| 684                   | 747                   | 797                   | 720                   | 600                   | 436                   | 330                   | 242                   |

## Религия
Согласно церковно-административному делению Сербской православной церкви, село относится к Третьему власотиначскому приходу Власотиначского архиерейского наместничества Нишской епархии.